# クターマ族
クターマ族（クターマぞく、Kutāma）は、アルジェリアのカビール地方を中心に活動していた山岳民であり、ベルベル系の部族である。9世紀頃からイスラーム化し、ファーティマ朝の建国に貢献した。

## 概略
カビーリヤ山地にはもともと氏族ごとに村を形成した人々が数多く存在し、彼らをまとめあげるような強力な権威が存在しなかったため、それぞれの氏族の自立性が高かった。諸氏族がクターマ族として結集したのはローマ帝国時代であり、3世紀には大規模な氏族連合が結成されるなどしたが、クターマ族としてのアイデンティティが希薄であった彼らは自ら国家を形成することはなかった。
クターマ族は交易などを通して近隣のアラブと接触したことや、名目上ではアグラブ朝に宗主権を認めていたことによりイスラームを受容していったが、その信仰は皮相なものにすぎなかった。しかし、901年にイスマーイール派の教宣員であったアブー＝アブドゥッラー・アッ＝シーイーが直接クターマ族の集落へ宣教しに赴いたことで、部族内の若年層を中心に信徒が増え、また宗教的カリスマをみせたアブー＝アブドゥッラーの下でファーティマ朝建国のための軍事力として組織された。しかし、彼らがイスマーイール派の尖兵となることを承諾した理由としては、純粋な信仰からくる使命感だけでなく、征服活動で生じる略奪などによる利益獲得が目的としてあった。
アブー＝アブドゥッラーに率いられた軍勢はイフリーキヤ征服を開始し、909年にアグラブ朝を滅ぼした。911年にアブー＝アブドゥッラーとともに一部のクターマ族がウバイド・アッラーフによって粛清される事態が起きた一方で、征服活動の過程で名声を得て名士として街の権力者となる者たちもいた。
今日では、クターマ族を主に代表する人々として、ジュルジュラ山脈に住むズワーワ族やジジェル周辺と小カビーリヤ山地に住む人々がいる。また、彼らのほとんどが既にイスマーイール派の教義を放棄しており、ベルベル人の大半はスンナ派である。